# عمران کیانی
عمران کیانی (اردو:  عمران شاہد کیانی؛ زادهٔ ۲۴ دسامبر ۲۰۰۱) بازیکن فوتبال اهل پاکستان-انگلستان است.
وی همچنین در تیم ملی فوتبال پاکستان بازی کرده است.